# Technogod
I Technogod sono un gruppo di musica post-industriale italiano, proveniente da Bologna.

## Storia del gruppo
I Technogod nacquero nel 1990 a Bologna su iniziativa di George Koulermos, Maurizio Liguori e Federico Bologna. Già in quell'anno pubblicarono il loro primo 12" con l'etichetta inglese Nation Records di Aki Nawaz, batterista dei Southern Death Cult e fondatore poi dei Fun Da Mental. Il disco, che ottenne ottime recensioni dalla stampa britannica con una loro intervista pubblicata dal Melody Maker, fu inserito nella scena post acid house del mercato anglosassone assieme a gruppi come Pop Will Eat Itself, Jesus Jones ed altri, con conseguenti passaggi radiofonici su trasmissioni radiofoniche nelle programmazioni di dj come Andy Weatherall, John Peel e Dave Angel, con conseguente tour inglese.
Nel 1993 i Technogod pubblicano per la Contempo Records di Firenze il loro primo album dal titolo "Hemo Glow Ball". Il disco, che vedeva la coproduzione artistica di Roli Mosimann, era un crossover di electro-industrial, musica rock ed hip hop che li portò ad una tournée europea assieme ai Consolidated di San Francisco, una francese con i Meat Beat Manifesto ed una italiana con gli Young Gods. Sono di questo periodo anche i remix di brani di band italiane e non come Casino Royale, Bluvertigo, La Crus, Mau Mau, Young Gods.
Nel 1996 pubblicano per la Vox Pop "2000 below zero" con una tournée che li vede anche come spalla dei Napalm Death e degli Asian Dub Foundation.
Nel 2001 esce come autoproduzione l'album "Undo" poi seguito da "Pain Trtn Ment" del 2009.

## Discografia

### Album
- 1992 - Hemo Glow Ball (CD, LP, Cassetta, Contempo Records)
- 1993 - Kipple Kimera Demo (Cassetta, autoproduzione)
- 1995 - 2000 Below Zero (CD, Vox Pop)
- 2001 - Undo (CD, autoproduzione)
- 2009 - Pain Trtn Ment (CD, autoproduzione)

### Singoli ed Ep
- 1991 - Cola Wars E.P. (12", Nation Records)
- 1993 - Intoxigen (12", CD Maxi, Contempo Records)
- 1993 - Dogma Blaster EP (12", CD, Contempo Records)
- 1996 - Fascist Groove Thang (12", Musidisc, Vox Pop)
- 1996 - Nell'anno Del Maiale - In collaborazione con Radio Gladio (CD single, BMG, Vox Pop)